# 박형식
박형식(朴炯植, 1991년 11월 16일~)은 대한민국의 배우이다. 과거 2010년 스타제국 소속의 보이그룹 ZE:A의 멤버 메인 보컬로 데뷔했다.

## 경력
박형식은 1991년 11월 16일 대한민국 경기도 용인시 기흥구 신갈동에서 2남 중 둘째로 태어났다. 박형식이라는 이름은 어머니가 잘 아는 스님이 지어 주신 이름이었다. 신갈초등학교, 기흥중학교, 신갈고등학교를 졸업하였고, 디지털서울문화예술대학교 경영학과를 졸업하였다. 초등학교 3학년 때부터 검도를 배우기 시작하여 해동검도 4단 보유자로 사범증을 갖고 있다. 중학교 1학년 때 학교 밴드부에 들어가 밴드 활동을 하였고, 각종 대회에 참여하여 입상하였다.
2009년 쥬얼리S 뮤직비디오 ‘데이트’의 남자 주인공으로 출연하였고, 교복 브랜드 모델로도 활동하였다. 2009년에 엠넷 리얼리티 프로그램 《오피스 리얼리티 - 제국의 아이들》과 《제국의 아이들 리턴즈》에 출연하여 이동식 무대 차량인 윙카로 전국을 순회하는 게릴라 공연을 펼쳤고, 2010년 1월 15일에 9인조 남성 아이돌 그룹 ZE:A의 멤버로 데뷔하였다.
2011년에 뮤지컬 《늑대의 유혹》의 반해원 역에 캐스팅되어 코엑스 아티움 현대아트홀에서 공연하였다. 2012년에 SBS 설특집 드라마 《널 기억해》의 태성 역을 맡아 연기하였다. 같은 해, SBS 주말 드라마 《바보엄마》에서 무명 인디밴드의 보컬 오수현 역을 맡아 출연하였다.
2013년 일본 도쿄에서 뮤지컬 《광화문연가》 지용 역을 맡아 공연하였다. KBS 스페셜 드라마 《시리우스》에서 1인 2역(쌍둥이 도신우·도은창)을 열연하며 배우로서 가능성을 보여주며 이어 tvN 드라마《나인》에서 배우 이진욱 아역 박선우 역을 연기하였다. 같은 해 6월 MBC 예능 《진짜사나이》에 출연 후 '아기병사'라는 수식어와 함께 대중적인 인지도를 얻게 된다.
이후 SBS 드라마 《상속자들》 조명수 역을 맡아 출연, 애니메이션 영화 《저스틴》의 저스틴 역을 더빙하였다. 또한 뮤지컬 《보니 앤 클라이드》 클라이드 역, 《삼총사》 달타낭 역을 맡아 공연하며 제국의 아이들 그룹활동과 함께 왕성한 행보를 이어나간다.
2014년, 뮤지컬 《보니 앤 클라이드》 클라이드 역에 재캐스팅되어 공연하며 제국의 아이들 《숨소리》 앨범 활동에 임한다. KBS 주말드라마 《가족끼리 왜 이래》에서 막내아들 차달봉 역을 맡아 열연하며 그 해 KBS연기대상 신인상을 수상하며 다시 한번 배우로서의 가능성을 입증한다.
2015년 SBS 드라마 《상류사회》에서 유창수 역을 맡아 열연, 2015 SBS 연기대상에서 미니시리즈부문 남자 우수상을 수상하며 연기력을 인정받는다.
2016년 뮤지컬 《삼총사》 달타냥 역에 재캐스팅되어 공연하였다. KBS 드라마 《화랑》에서 진흥왕 삼맥종(지뒤) 역을 맡아 열연하였다.
2017년 2월 개봉한 애니메이션 영화 《트롤》에서 주인공 브랜치 역을 더빙하였다. 같은 해 JTBC 드라마 《힘쎈여자 도봉순》에서 CEO 안민혁 역을 연기하였다. 《힘쎈여자 도봉순》은 대중에게 배우 박형식을 각인시키는 작품이 되었으며, 국내외 팬들에게 큰 인기를 얻어 한국, 대만, 태국, 일본, 필리핀, 홍콩 등에서 아시아 팬미팅을 진행하며 한류스타로서 입지를 다진다.
2017년 초 스타제국과 계약이 만료된 후 2017년 4월 11일에 송혜교, 유아인이 속해 있는 United Artists Agency(UAA)와 전속 계약을 체결하며 배우로 전향했다.
2017년 말, 단편영화 《두개의 빛: 릴루미노》에서 시각 장애인 서인수역을 맡아 배우 한지민과 함께 열연한다.
2018년 초 KBS 드라마 《슈츠》에서 천재적인 기억력을 가진 변호사 고연우 역을 맡아 열연하였다.
2018년 여름 영화 《배심원들》에서 권남우 역을 맡아 촬영을 마쳤다.
2018년 말 뮤지컬 《엘리자벳》에서 죽음(토드) 역을 맡아 공연하였다. (2018년 11월 17일 ~ 2019년 1월 27일, 2019년 2월 24일 ~ 2019년 4월 13일 전국투어)
2019년 영화 《배심원들》이 2019년 5월 15일 개봉하였다. 첫 국민참여재판에 참여하게 된 배심원들 중 8번째 배심원 권남우 역을 맡아 열연하였다.
영화 홍보 활동 후 2019년 6월 10일 특수임무헌병에 지원, 합격해 현역으로 입대하였다. 강원도 춘천시에 위치한 2군단 헌병대에서 복무 중이며, 전역일은 2021년 1월 4일이다.
2021년 9월 30일 United Artists Agency(UAA)와 계약이 만료된 후
2021년 10월 12일 제국의아이들 시절부터 함께 한 매니저들과 새로운 소속사 피앤드스튜디오(P&Studio)를 설립했다.
2021년 11월 전역 후 복귀작으로 tvN 드라마 《해피니스》에서 강력반 형사 정이현 경장 역을 맡아 열연하였다.
2022년 3월 23일부터 공개된 디즈니플러스 독점 스트리밍 드라마 《사운드트랙 #1》에서 신예 사진작가 한선우 역을 맡아 열연하였다.
2022년 7월 22일부터 한달 동안 힐링 리얼 예능 《인더숲: 우정여행》에 우가 패밀리 멤버로 출연하였다.
2023년 2월 6일 《청춘월담》에서 왕세자 이환 역을 맡아 열연하였다. 
2024년 1월 27일 《닥터 슬럼프》에서 성형외과 의사 여정우 역을 맡아 열연하였다.

## 학력
- 신갈초등학교 (졸업)
- 기흥중학교 (졸업)
- 신갈고등학교 (졸업)
- 디지털서울문화예술대학교 글로벌경영학과 (졸업)

## 음반 활동

### 개인 음반
OST
- 《상류사회》 OST Part IV - You're my love (2015년)
- 《화랑》 OST Part VII - 여기 있을게 (2017년)
- 《힘쎈여자 도봉순》 OST Part 8 - 그 사람이 너라서 (2017년)
- 《두개의 빛: 릴루미노》[12] OST - 두개의 빛 (2017년)
- 《청춘월담》 OST Part 5 - 몽우리 (2023년)
- 《닥터 슬럼프》 OST Part 6 - 내게 기대 (2024년)

## 출연 작품

### 드라마
- 2010년 SBS 드라마스페셜 《검사 프린세스》 ... 클럽 남성 역 (2회 특별출연)
- 2010년 KBS2 주말연속극 《결혼해주세요》 ... 가수 준비생 역 (18회 특별출연)
- 2010년 MBC 주말연속극 《글로리아》 ... 가수 준비생 역 (11, 14회 특별출연)
- 2012년 SBS 2부작 금요드라마 《널 기억해》 ... 태성 역
- 2012년 SBS 주말 특별기획 드라마 《바보엄마》 ... 오수현 역
- 2012년 KBS2 주말연속극 《넝쿨째 굴러온 당신》 ... 제국의 아이들 멤버 역 (39회 특별출연)
- 2013년 KBS2 드라마스페셜 4부작 연작시리즈 《시리우스》 ... 어린 도신우 / 도은창 역
- 2013년 tvN 월화 미니시리즈 《나인: 아홉 번의 시간여행》 ... 어린 박선우 역
- 2013년 SBS 드라마스페셜 《상속자들》 ... 조명수 역
- 2014년 KBS2 주말연속극 《가족끼리 왜 이래》 ... 차달봉 역
- 2015년 M-NET 금요 미니시리즈 《칠전팔기 구해라》 ... 카이스트 같은 과 선배 차달봉 역 (1회 특별출연)
- 2015년 SBS 월화 미니시리즈 《상류사회》 ... 유창수 역
- 2016년 KBS2 월화드라마 《화랑》 ... 삼맥종 / 지뒤 역
- 2017년 JTBC 금토드라마 《힘쎈여자 도봉순》 ... 안민혁 역
- 2018년 KBS2 수목드라마 《슈츠》 ... 고연우 역
- 2021년 tvN 금토 미니시리즈 《해피니스》 ... 정이현 역
- 2022년 디즈니+ 4부작 수요드라마 《사운드트랙 #1》 ... 한선우 역
- 2023년 tvN 월화드라마 《청춘월담》 ... 이환 역
- 2023년 JTBC 주말드라마 《힘쎈여자 강남순》 ... 안민혁 역 (특별출연)
- 2024년 JTBC 주말드라마 《닥터 슬럼프》 ... 여정우 역
- 2025년 SBS 금토드라마 《보물섬》 ... 서동주 역
- 2025년 KBS2TV 주말드라마 《트웰브 (드라마)》

### 영화
| 연도   | 제목                    | 역할   | 정보                   |
| ------ | ----------------------- | ------ | ---------------------- |
| 2013년 | 《저스틴》              | 저스틴 | 애니메이션 한국판 더빙 |
| 2017년 | 《트롤》                | 브랜치 | 애니메이션 한국판 더빙 |
| 2017년 | 《두개의 빛: 릴루미노》 | 서인수 | 단편 영화              |
| 2019년 | 《배심원들》            | 권남우 | 상업 영화              |

### 뮤지컬
| 연도   | 제목                 | 역할       | 장소                      | 기간                        |
| ------ | -------------------- | ---------- | ------------------------- | --------------------------- |
| 2011년 | 《늑대의 유혹》      | 반해원     | 코엑스 아티움 현대아트홀  | 7월 14일 ~ 10월 30일        |
| 2013년 | 《광화문연가》       | 지용       | 도쿄 메이지좌극장         | 1월 22일 ~ 1월 26일         |
| 2013년 | 《보니 앤 클라이드》 | 클라이드   | 충무아트홀 대극장         | 9월 4일 ~ 10월 24일         |
| 2013년 | 《삼총사》           | 달타냥     | 성남아트센터 오페라하우스 | 12월 20일 ~ 1월 26일        |
| 2014년 | 《보니 앤 클라이드》 | 클라이드   | BBC아트센터 BBC홀         | 4월 15일 ~ 6월 29일         |
| 2016년 | 《삼총사》           | 달타냥     | 디큐브아트센터            | 4월 1일 ~ 6월 26일          |
| 2018년 | 《엘리자벳》         | 죽음(토드) | 블루스퀘어 인터파크홀     | 11월 17일 ~ 2019년 4월 14일 |

## 연기 외 활동

### 예능
| 연도          | 방송사     | 제목                                                                  | 회차                 | 방영일                                               |
| ------------- | ---------- | --------------------------------------------------------------------- | -------------------- | ---------------------------------------------------- |
| 2009년        | Mnet       | 《오피스 리얼리티 - 제국의 아이들》                                   | 12부작               | 4월 ~ 7월                                            |
| 2009년        | Mnet       | 《제국의 아이들 리턴즈》                                              | 6부작                | 10월 ~ 11월                                          |
| 2010년        | KBS Joy    | 《대격돌! 아이돌 리그》                                               | 1 ~ 8회              | 5월 ~ 6월                                            |
| 2010년        | SBS MTV    | 《아이돌 유나이티드》                                                 | 3 ~ 12회             | 6월 ~ 8월                                            |
| 2010년        | MBC every1 | 《러브 추격자》                                                       | 3 ~ 5회              | 9월 16일, 23일, 30일                                 |
| 2010년        | SBS        | 《영웅호걸》                                                          | 20, 21회             | 12월 12일, 19일                                      |
| 2010년        | KBS2       | 《교감버라이어티 주토피아》                                           | 파일럿               | 12월 26일                                            |
| 2011년        | Mnet       | 《비틀즈 코드》                                                       | 33회                 | 3월 31일                                             |
| 2011년        | MBC every1 | 《주간 아이돌》                                                       | 6회                  | 8월 27일                                             |
| 2012년        | Mnet       | 《유세윤의 Art Video》                                                | 5회                  | 7월 3일                                              |
| 2012년        | MBC        | 《5회 아이돌스타 올림픽》                                             |                      | 7월 25일, 26일                                       |
| 2012년        | Mnet       | 《비틀즈 코드 시즌2》                                                 | 25회                 | 8월 27일                                             |
| 2012년        | SBS        | 《강심장》                                                            | 143회                | 8월 28일                                             |
| 2012년        | 곰TV       | 《The GURUPOP Show》                                                  | 7회                  | 9월 28일                                             |
| 2012년        | MBC every1 | 《주간 아이돌》                                                       | 65회                 | 10월 17일                                            |
| 2012년        | tvN        | 《더 로맨틱&아이돌》                                                  | 1 ~ 8회              | 11월 11일 ~ 12월 30일                                |
| 2012년        | MBC        | 《우리 결혼했어요》                                                   | 133,148,149회        | 9월 1일 / 12월 15일, 22일                            |
| 2013년        | MBC        | 《6회 아이돌스타 육상·양궁선수권대회》                                |                      | 2월 11일                                             |
| 2013년        | tvN        | 《백지연의 피플 인사이드》                                            | 320회                | 3월 5일                                              |
| 2013년        | Tooniverse | 《난감스쿨》                                                          |                      | 6월 21일                                             |
| 2013년        | KBS2       | 《출발드림팀 시즌 2》                                                 | 197회                | 8월 18일                                             |
| 2013년        | KBS2       | 《해피투게더 시즌3》                                                  | 313회                | 8월 22일                                             |
| 2013년        | MBC        | 《세상을 바꾸는 퀴즈》                                                | 217회                | 8월 24일                                             |
| 2013년        | MBC        | 《스토리쇼 화수분》                                                   | 1, 2, 3, 4 회        | 8월 29일, 9월 5일, 12일, 26일                        |
| 2013년        | MBC        | 《라디오스타》                                                        | 345회                | 9월 18일                                             |
| 2013년        | tvN        | 《현장토크쇼 택시》                                                   | 304회                | 9월 23일                                             |
| 2013년~2014년 | MBC        | 《일밤 - 진짜 사나이》                                                | 9회 ~ 68회, 86, 87회 | 6월 9일 ~ 2014년 8월 17일, 12월 28일, 2015년 1월 4일 |
| 2014년        | KBS2       | 《1대100》                                                            | 330회                | 3월 11일                                             |
| 2014년        | MBC        | 《무한도전》 ※지구를 지켜라 두 번째 편                                | 372회                | 3월 15일                                             |
| 2014년        | KBS2       | 《해피투게더 시즌3》                                                  | 365회                | 9월 25일                                             |
| 2015년        | SBS        | 《정글의 법칙 in 인도차이나 18기》                                    | 158회 ~ 162회        | 4월 24일 ~ 5월 22일                                  |
| 2015년        | SBS        | 《힐링캠프》                                                          | 196회                | 8월 10일                                             |
| 2015년        | SBS        | 《질주본능 더레이서》                                                 | 1 ~ 3회              | 8월 29일 ~ 9월 5일, 12일                             |
| 2015년        | tvN        | 《삼시세끼 어촌편 시즌2》                                             | 1 ~ 3회              | 10월 9일, 16일, 23일                                 |
| 2016년        | 웹예능     | 《꽃미남 브로맨스》                                                   |                      | 3월 14일 ~ 3월 24일                                  |
| 2016년        | KBS2       | 《슈퍼맨이 돌아왔다》                                                 | 126 ~ 127회          | 4월 17일, 24일                                       |
| 2016년        | KBS2       | 《해피선데이 - 1박 2일》 ※꽃미남 3인방과 함께하는 꽃미남 동계캠프! 편 | 475 ~ 476회          | 12월 18일, 22일                                      |
| 2018년        | KBS2       | 《해피투게더 시즌4》                                                  | 1회                  | 10월 11일                                            |
| 2019년        | SBS        | 《미운우리새끼》                                                      | 138회                | 5월 12일                                             |
| 2022년        | tvN        | 《홍진경의 영화로운 덕후생활》                                        | 37회                 | 4월 1일                                              |
| 2022년        | JTBC       | 《인더숲: 우정여행》                                                  | 1 ~ 4회              | 7월 22일 ~ 8월 12일                                  |
| 2023년        | SBS        | 《미운우리새끼》                                                      | 330회                | 2월 12일                                             |
| 2024년        | Youtube    | 《채널십오야 라이브》                                                 |                      | 1월 30일                                             |
| 2024년        | Youtube    | 《썰플리》                                                            |                      | 2월 1일                                              |
| 2024년        | Youtube    | 《혤's club》                                                         |                      | 2월 2일                                              |
| 2024년        | Youtube    | 《살롱드립2》                                                         |                      | 2월 13일                                             |
| 2024년        | Youtube    | 《가내조공업》                                                        |                      | 2월 29일                                             |
| 2025년        | Youtube    | 《달려라 석진》                                                       |                      | 4월 1일                                              |

### 뮤직비디오
| 연도   | 곡목                   | 가수    | 수록앨범               | 정보                      |
| ------ | ---------------------- | ------- | ---------------------- | ------------------------- |
| 2009년 | 데이트                 | 쥬얼리S | Sweet Song             | 쥬얼리 유닛의 싱글 타이틀 |
| 2013년 | Hot & Cold             | 쥬얼리  | Hot & Cold             | 쥬얼리의 디지털 싱글      |
| 2015년 | 어느날 어느곳 어디선가 | V.O.S   | 어느날 어느곳 어디선가 | V.O.S의 미니앨범          |
| 2021년 | 교포머리               | 픽보이  | 교포머리               | 픽보이의 디지털 싱글      |

### 광고
| 연도          | 품목            | 기업명               | 브랜드명                    | 공동 출연 |
| ------------- | --------------- | -------------------- | --------------------------- | --------- |
| 2013년        | 식품            | 농심                 | 신라면                      | 류수영    |
| 2013년        | 식품            | 롯데제과             | 빼빼로                      | 샘 해밍턴 |
| 2013년        | 의류            | (주)펠릭스킴앤레기진 | 구김스                      | ZE:A      |
| 2013년        | 의류            | 코오롱인더스트리     | 커스텀멜로우                | 이현우    |
| 2013년        | 의류            | 코오롱인더스트리     | 헤드                        |           |
| 2013년~2014년 | 의류            | (주)블랙야크         | 마모트                      |           |
| 2014년        | 치킨 프랜차이즈 | 리치푸드             | 치르치르 치킨               |           |
| 2014년        | 의류            | 제일모직             | 바이크 리페어 샵            | 남지현    |
| 2014년~2015년 | 보온병          | 써모스코리아         | 써모스                      |           |
| 2015년        | 음료            | 일화                 | 맥콜                        | NS윤지    |
| 2015년        | 초콜릿          | 롯데제과             | 크런키                      | ZE:A      |
| 2015년        | 의류            | 베이직하우스         | 리그                        | 임지연    |
| 2015년        | 의류            | (주)화승             | 케이스위스                  |           |
| 2015년        | 앱TV            | 콘텐츠연합플랫폼     | 푹                          | 강한나    |
| 2015년        | 식품            | 프테이주식회사       | 키스더티라미수              |           |
| 2015년~2018년 | 의류            | (주)뱅뱅             | 뱅뱅                        | 유이      |
| 2017년        | 금융            | 우리은행             | 우리은행 위비               | 조윤우    |
| 2017년        | 화장품          | 아모레퍼시픽         | 프리메라 생태습지 캠페인    |           |
| 2017년        | 식품            | 남양유업             | 프렌치카페 로스터리         | 유아인    |
| 2018년        | 금융            | 우리은행             | 우리은행                    | 조윤우    |
| 2018년        | 게임            | WISHGAMER            | 운명의 사랑 :궁             |           |
| 2018년        | 식품            | 롯데칠성음료         | 칠성사이다                  |           |
| 2018년~2019년 | 화장품          | 코스토리             | 파파레서피                  |           |
| 2018년~2019년 | 화장품          | 불가리               | 불가리퍼퓸                  |           |
| 2018년~2019년 | 의류            | BENCH                | BENCH                       |           |
| 2022년~2023년 | 화장품          | Avoskin              | Avoskin                     |           |
| 2024년        | 여행            | Visit Dubai          | 두바이 프렌즈 글로벌 캠페인 | 박신혜    |

## 수상 및 후보
| 연도 | 시상식                               | 부문                             | 작품                   | 결과 |
| ---- | ------------------------------------ | -------------------------------- | ---------------------- | ---- |
| 2013 | 제13회 MBC 방송연예대상              | 쇼·버라이어티부문 남자 신인상    | 《일밤 - 진짜 사나이》 | 수상 |
| 2014 | 제50회 백상예술대상                  | TV부문 남자 인기상               | 《상속자들》           | 후보 |
| 2014 | 제3회 에이판 스타 어워즈             | 남자 신인연기상                  | 《가족끼리 왜 이래》   | 후보 |
| 2014 | 제14회 MBC 방송연예대상              | 쇼·버라이어티부문 남자 우수상    | 《일밤 - 진짜 사나이》 | 후보 |
| 2014 | 제28회 KBS 연기대상                  | 남자 신인연기상                  | 《가족끼리 왜 이래》   | 수상 |
| 2014 | 제28회 KBS 연기대상                  | 베스트 커플상 (with 남지현)      | 《가족끼리 왜 이래》   | 수상 |
| 2014 | 제28회 KBS 연기대상                  | 남자 네티즌상                    | 《가족끼리 왜 이래》   | 후보 |
| 2015 | 제51회 백상예술대상                  | TV부문 남자 신인연기상           | 《가족끼리 왜 이래》   | 후보 |
| 2015 | 제51회 백상예술대상                  | TV부문 남자 인기상               | 《가족끼리 왜 이래》   | 후보 |
| 2015 | SBS 연기대상                         | 미니시리즈부문 남자 우수연기상   | 《상류사회》           | 수상 |
| 2015 | SBS 연기대상                         | 뉴스타상                         | 《상류사회》           | 수상 |
| 2015 | SBS 연기대상                         | 베스트 커플상 (with 임지연)      | 《상류사회》           | 후보 |
| 2015 | 제10회 A-Awards                      | 컨템프로리 부분 몽블랑 옴므 수상 | 빈칸                   | 수상 |
| 2017 | 제2회 아시아 아티스트 어워드         | 인기상                           | 빈칸                   | 후보 |
| 2017 | KBS 연기대상                         | 남자 네티즌상                    | 《화랑》               | 후보 |
| 2017 | 제1회 더 서울어워즈                  | 남자 인기상                      | 《힘쎈 여자 도봉순》   | 수상 |
| 2018 | 제13회 숨피 어워즈                   | 올해의 연기상 남자 부문          | 《힘쎈 여자 도봉순》   | 후보 |
| 2018 | 제13회 숨피 어워즈                   | 베스트 커플상 (with 박보영)      | 《힘쎈 여자 도봉순》   | 수상 |
| 2018 | 제13회 숨피 어워즈                   | 베스트 키스상 (with 박보영)      | 《힘쎈 여자 도봉순》   | 후보 |
| 2018 | 제6회 에이판 스타 어워즈             | 중편드라마부문 남자 우수연기상   | 《슈츠》               | 후보 |
| 2018 | 제2회 더 서울 어워즈                 | 드라마부문 남자 인기상           | 《슈츠》               | 후보 |
| 2018 | KBS 연기대상                         | 미니시리즈부문 남자 우수연기상   | 《슈츠》               | 후보 |
| 2018 | KBS 연기대상                         | 베스트 커플상(with 장동건)       | 《슈츠》               | 후보 |
| 2018 | KBS 연기대상                         | 남자 네티즌상                    | 《슈츠》               | 수상 |
| 2019 | 제13회 대구국제뮤지컬페스티벌 어워즈 | 신인남우상                       | 《엘리자벳》           | 후보 |
| 2019 | 제39회 한국영화평론가협회상          | 신인남우상                       | 《배심원들》           | 수상 |
| 2019 | 제40회 청룡영화상                    | 신인남우상                       | 《배심원들》           | 후보 |
| 2019 | 제40회 청룡영화상                    | 청정원 인기스타상                | 《배심원들》           | 수상 |
| 2020 | 제56회 백상예술대상                  | 영화부문 남자 신인연기상         | 《배심원들》           | 후보 |
| 2023 | 아시아 탑 어워즈 2023                | 최우수 연기상                    | 《청춘월담》           | 수상 |